# DTM seizoen 2015
Het DTM seizoen 2015 was het 16de seizoen van de Deutsche Tourenwagen-Masters, na de hervatting van het kampioenschap in 2000.
Pascal Wehrlein werd in de eerste race van het laatste raceweekend op de Hockenheimring Baden-Württemberg gekroond tot de jongste DTM-kampioen in de geschiedenis.

## Teams en rijders
Alle teams gebruiken banden van Hankook.
| Fabrikant     | Auto                     | Team                           | No. | Rijders                | Races    |
| ------------- | ------------------------ | ------------------------------ | --- | ---------------------- | -------- |
| BMW           | BMW M4 DTM               | BMW Team RMG                   | 1   | Marco Wittmann         | Alle     |
| BMW           | BMW M4 DTM               | BMW Team RMG                   | 36  | Maxime Martin          | Alle     |
| BMW           | BMW M4 DTM               | BMW Team MTEK                  | 7   | Bruno Spengler         | Alle     |
| BMW           | BMW M4 DTM               | BMW Team MTEK                  | 16  | Timo Glock             | Alle     |
| BMW           | BMW M4 DTM               | BMW Team Schnitzer             | 13  | António Félix da Costa | Alle     |
| BMW           | BMW M4 DTM               | BMW Team Schnitzer             | 77  | Martin Tomczyk         | Alle     |
| BMW           | BMW M4 DTM               | BMW Team RBM                   | 18  | Augusto Farfus         | Alle     |
| BMW           | BMW M4 DTM               | BMW Team RBM                   | 31  | Tom Blomqvist          | Alle     |
| Mercedes-Benz | DTM AMG Mercedes C-Coupé | ART Grand Prix                 | 2   | Gary Paffett           | Alle     |
| Mercedes-Benz | DTM AMG Mercedes C-Coupé | ART Grand Prix                 | 22  | Lucas Auer             | Alle     |
| Mercedes-Benz | DTM AMG Mercedes C-Coupé | HWA AG                         | 3   | Paul di Resta          | Alle     |
| Mercedes-Benz | DTM AMG Mercedes C-Coupé | HWA AG                         | 6   | Robert Wickens         | Alle     |
| Mercedes-Benz | DTM AMG Mercedes C-Coupé | HWA AG                         | 8   | Christian Vietoris     | Alle     |
| Mercedes-Benz | DTM AMG Mercedes C-Coupé | HWA AG                         | 94  | Pascal Wehrlein        | Alle     |
| Mercedes-Benz | DTM AMG Mercedes C-Coupé | Mücke Motorsport               | 12  | Daniel Juncadella      | Alle     |
| Mercedes-Benz | DTM AMG Mercedes C-Coupé | Mücke Motorsport               | 84  | Maximilian Götz        | Alle     |
| Audi          | Audi RS5 DTM             | Audi Sport Team Abt Sportsline | 5   | Mattias Ekström        | Alle     |
| Audi          | Audi RS5 DTM             | Audi Sport Team Abt Sportsline | 17  | Miguel Molina          | Alle     |
| Audi          | Audi RS5 DTM             | Audi Sport Team Abt Sportsline | 27  | Adrien Tambay          | Alle     |
| Audi          | Audi RS5 DTM             | Audi Sport Team Abt Sportsline | 48  | Edoardo Mortara        | Alle     |
| Audi          | Audi RS5 DTM             | Audi Sport Team Phoenix        | 10  | Timo Scheider          | 1-5, 7-9 |
| Audi          | Audi RS5 DTM             | Audi Sport Team Phoenix        | 93  | Antonio Giovinazzi     | 6        |
| Audi          | Audi RS5 DTM             | Audi Sport Team Phoenix        | 99  | Mike Rockenfeller      | Alle     |
| Audi          | Audi RS5 DTM             | Audi Sport Team Rosberg        | 51  | Nico Müller            | Alle     |
| Audi          | Audi RS5 DTM             | Audi Sport Team Rosberg        | 53  | Jamie Green            | Alle     |

- Timo Scheider werd uitgesloten van deelname voor het raceweekend op de Moscow Raceway omdat hij tijdens het voorgaande raceweekend opzettelijk de Mercedes-coureurs Robert Wickens en Pascal Wehrlein van de baan reed. Hij werd vervangen door Antonio Giovinazzi.

## Kalender en resultaten
- Voor het eerst sinds 2002 worden er twee races in een weekend verreden.
- De race op de Hungaroring is in 2015 van de kalender afgehaald.

| No. | No. | Circuit                       | Datum        | Winnaar                | Tweede                 | Derde                  | Poleposition           | Snelste rondetijd      | Winnende team                  | Winnende auto            |
| --- | --- | ----------------------------- | ------------ | ---------------------- | ---------------------- | ---------------------- | ---------------------- | ---------------------- | ------------------------------ | ------------------------ |
| 1   | R1  | Hockenheimring                | 2 mei        | Jamie Green            | Pascal Wehrlein        | Paul di Resta          | Jamie Green            | Paul di Resta          | Audi Sport Team Rosberg        | Audi RS5 DTM             |
| 1   | R2  | Hockenheimring                | 3 mei        | Mattias Ekström        | Edoardo Mortara        | Gary Paffett           | Mike Rockenfeller      | Timo Scheider          | Audi Sport Team Abt Sportsline | Audi RS5 DTM             |
| 2   | R1  | Lausitzring                   | 30 mei       | Jamie Green            | Edoardo Mortara        | Mattias Ekström        | Miguel Molina          | Jamie Green            | Audi Sport Team Rosberg        | Audi RS5 DTM             |
| 2   | R2  | Lausitzring                   | 31 mei       | Jamie Green            | Mattias Ekström        | Miguel Molina          | Jamie Green            | Jamie Green            | Audi Sport Team Rosberg        | Audi RS5 DTM             |
| 3   | R1  | Norisring                     | 27 juni      | Pascal Wehrlein        | Robert Wickens         | Gary Paffett           | Christian Vietoris     | Jamie Green            | HWA AG                         | DTM AMG Mercedes C-Coupé |
| 3   | R2  | Norisring                     | 28 juni      | Robert Wickens         | Christian Vietoris     | Bruno Spengler         | Bruno Spengler         | Robert Wickens         | HWA AG                         | DTM AMG Mercedes C-Coupé |
| 4   | R1  | Circuit Park Zandvoort        | 11 juli      | Marco Wittmann         | António Félix da Costa | Maxime Martin          | Augusto Farfus         | António Félix da Costa | BMW Team RMG                   | BMW M4 DTM               |
| 4   | R2  | Circuit Park Zandvoort        | 12 juli      | António Félix da Costa | Augusto Farfus         | Bruno Spengler         | António Félix da Costa | Timo Glock             | BMW Team Schnitzer             | BMW M4 DTM               |
| 5   | R1  | Red Bull Ring                 | 1 augustus   | Edoardo Mortara        | Pascal Wehrlein        | Paul di Resta          | Edoardo Mortara        | Edoardo Mortara        | Audi Sport Team Abt Sportsline | Audi RS5 DTM             |
| 5   | R2  | Red Bull Ring                 | 2 augustus   | Mattias Ekström        | Gary Paffett           | Edoardo Mortara        | Mattias Ekström        | Mattias Ekström        | Audi Sport Team Abt Sportsline | Audi RS5 DTM             |
| 6   | R1  | Moscow Raceway                | 29 augustus  | Pascal Wehrlein        | Marco Wittmann         | Bruno Spengler         | Marco Wittmann         | Pascal Wehrlein        | HWA AG                         | DTM AMG Mercedes C-Coupé |
| 6   | R2  | Moscow Raceway                | 30 augustus  | Mike Rockenfeller      | Bruno Spengler         | Mattias Ekström        | Mike Rockenfeller      | Mike Rockenfeller      | Audi Sport Team Phoenix        | Audi RS5 DTM             |
| 7   | R1  | Motorsport Arena Oschersleben | 12 september | Timo Glock             | Bruno Spengler         | António Félix da Costa | Timo Glock             | Timo Glock             | BMW Team MTEK                  | BMW M4 DTM               |
| 7   | R2  | Motorsport Arena Oschersleben | 13 september | Tom Blomqvist          | Augusto Farfus         | Marco Wittmann         | Augusto Farfus         | Tom Blomqvist          | BMW Team RBM                   | BMW M4 DTM               |
| 8   | R1  | Nürburgring                   | 26 september | Maxime Martin          | Edoardo Mortara        | Pascal Wehrlein        | Lucas Auer             | Maxime Martin          | BMW Team RMG                   | BMW M4 DTM               |
| 8   | R2  | Nürburgring                   | 27 september | Miguel Molina          | Paul di Resta          | Bruno Spengler         | Miguel Molina          | Miguel Molina          | Audi Sport Team Abt Sportsline | Audi RS5 DTM             |
| 9   | R1  | Hockenheimring                | 17 oktober   | Timo Scheider          | Jamie Green            | Maxime Martin          | Maxime Martin          | Timo Scheider          | Audi Sport Team Phoenix        | Audi RS5 DTM             |
| 9   | R2  | Hockenheimring                | 18 oktober   | Jamie Green            | Mattias Ekström        | Edoardo Mortara        | Gary Paffett           | Edoardo Mortara        | Audi Sport Team Rosberg        | Audi RS5 DTM             |

### Kampioenschap
| Pos | Coureur                | HOC | HOC | LAU | LAU | NOR | NOR | ZAN | ZAN | RBR | RBR | MSC | MSC | OSC | OSC | NÜR | NÜR | HOC | HOC | Punten |
| --- | ---------------------- | --- | --- | --- | --- | --- | --- | --- | --- | --- | --- | --- | --- | --- | --- | --- | --- | --- | --- | ------ |
| 1   | Pascal Wehrlein        | 2   | 8   | 5   | 13  | 1   | 5   | 10  | 6   | 2   | 21  | 1   | 10  | 5   | 5   | 3   | 5   | 8   | 21  | 169    |
| 2   | Jamie Green            | 1'  | 13  | 1   | 1   | 7   | 18  | 19  | 13  | DNF | 17  | 4   | 5   | DNF | 8   | DNF | 17  | 2   | 1   | 150    |
| 3   | Mattias Ekström        | 12  | 1   | 3   | 2   | 17  | 4   | 13  | 7   | 5   | 1   | DNF | 3   | 14  | 11  | 10  | 11  | 9   | 2   | 147    |
| 4   | Edoardo Mortara        | 4   | 2   | 2   | 5   | 11  | 15  | DNF | DNF | 1   | 3   | 6   | 8   | 19  | DNF | 2   | DNF | DNF | 3   | 143    |
| 5   | Bruno Spengler         | 11  | 9   | 11  | 19  | 5   | 3   | 5   | 3   | 15  | 15  | 3   | 2   | 2   | 10  | 19  | 3   | 19  | 8   | 123    |
| 6   | Marco Wittmann         | 9   | 5   | 13  | 17  | 9   | 13  | 1   | 5   | 9   | 11  | 2   | 7   | 6   | 3   | 7   | 18  | 6   | DNF | 112    |
| 7   | Maxime Martin          | 7   | 14  | 7   | 8   | DNF | 10  | 3   | 17  | 14  | 19  | 18  | 4   | 11  | 9   | 1   | 13  | 3   | 6   | 94     |
| 8   | Paul di Resta          | 3   | 22  | 14  | 15  | DNF | 6   | DNF | 14  | 3   | 9   | 14  | 15  | 13  | 6   | 12  | 2   | 4   | 4   | 90     |
| 9   | Gary Paffett           | DNF | 3   | 23  | DNF | 3   | 7   | 11  | 10  | 7   | 2   | 7   | 6   | DNF | 13  | 4   | DNF | DNF | 9   | 89     |
| 10  | Mike Rockenfeller      | 5   | 6   | 9   | 10  | 14  | DNF | 8   | 11  | 8   | 4   | 10  | 1   | DNF | 19  | 11  | 7   | 5   | 16  | 83     |
| 11  | António Félix da Costa | 13  | 20  | 19  | 14  | 12  | 12  | 2   | 1   | 13  | 10  | 11  | 23  | 3   | 4   | 9   | 15  | 11  | 7   | 79     |
| 12  | Augusto Farfus         | 10  | 21  | DNF | DNF | 8   | DNF | 4   | 2   | 6   | 18  | 15  | 11  | 4   | 2   | 18  | 8   | DNF | 15  | 77     |
| 13  | Robert Wickens         | DNF | 7   | 6   | 18  | 2   | 1   | DNF | 19  | DNF | 20  | 12  | 22  | DNF | 16  | 8   | DNF | DNF | 19  | 61     |
| 14  | Tom Blomqvist          | DNF | 17  | 22  | DNF | DNF | DSQ | 7   | 18  | 17  | DNF | 8   | 12  | 7   | 1   | DNF | 4   | 7   | 18  | 59     |
| 15  | Timo Glock             | 8   | 10  | 18  | 12  | 13  | DNF | 6   | 4   | 19  | 14  | DNF | 17  | 1   | 7   | 13  | 20  | 18  | 12  | 56     |
| 16  | Christian Vietoris     | 14  | 11  | 17  | 7   | 4   | 2   | 12  | 8   | 4   | 8   | DNF | 20  | 18  | 21  | 15  | 14  | 12  | DNF | 56     |
| 17  | Miguel Molina          | DNF | 18  | 4   | 3   | 20  | 17  | DNF | 12  | 18  | 13  | DNF | 14  | 9   | DNF | DNF | 1   | 14  | 11  | 54     |
| 18  | Timo Scheider          | DNF | 12  | 8   | 4   | 16  | 16  | 14  | 15  | 16  | DSQ |     |     | 12  | 12  | DNF | DNF | 1   | 5   | 51     |
| 19  | Martin Tomczyk         | DNF | 4   | 12  | 11  | 6   | 11  | DNF | DNF | DNF | 12  | 17  | DNF | 8   | 20  | WD  | 9   | 16  | 10  | 27     |
| 20  | Daniel Juncadella      | DNF | 15  | 10  | 6   | 10  | 8   | 16  | DNF | 11  | DNF | 5   | 13  | 10  | 15  | 17  | 10  | 13  | 13  | 26     |
| 21  | Nico Müller            | 6   | 19  | 20  | 9   | 18  | 19  | 9   | 21  | 12  | 5   | 9   | 9   | DNF | DNF | 16  | 16  | 15  | 17  | 26     |
| 22  | Maximilian Götz        | 16  | 16  | 15  | 16  | DNF | DNF | 15  | 16  | 20  | 7   | 16  | 18  | 16  | 18  | 5   | 6   | 10  | 14  | 25     |
| 23  | Lucas Auer             | DNF | DNS | 21  | 21  | 15  | 9   | 17  | 20  | 21  | 6   | 13  | 19  | 15  | 17  | 6   | 19  | 17  | 20  | 18     |
| 24  | Adrien Tambay          | 15  | DNF | 16  | 20  | 19  | 14  | 18  | 9   | 10  | 16  | DNF | 16  | 17  | 14  | 14  | 12  | DNF | DNF | 3      |
| 25  | Antonio Giovinazzi     |     |     |     |     |     |     |     |     |     |     | 19  | 21  |     |     |     |     |     |     | 0      |
| Pos | Coureur                | HOC | HOC | LAU | LAU | NOR | NOR | ZAN | ZAN | RBR | RBR | MSC | MSC | OSC | OSC | NÜR | NÜR | HOC | HOC | Punten |

2000 ·
2001 ·
2002 ·
2003 ·
2004 ·
2005 ·
2006 ·
2007 ·
2008 ·
2009 ·
2010 ·
2011 ·
2012 ·
2013 ·
2014 ·
2015 ·
2016 ·
2017 ·
2018 ·
2019 ·
2020 ·
2021 ·
2022 ·
2023 ·
2024 ·
2025

Lijst van coureurs